# Dino Kraspedon
Dino Kraspedon (1905–2004) là bút danh của Aladino Felix người Brasil từng tuyên bố có mối liên hệ với một người ngoài hành tinh đến từ Sao Mộc. Rất nhiều thông tin về khoa học (chủ yếu là vật lý thiên văn), y học và bản chất về mặt luân lý được đưa ra trong cuốn sách của ông.

## Tiểu sử
Kraspedon sinh ra ở Pedra do Baú và qua đời tại Uberaba, Minas Gerais. Năm 1959, ông xuất bản tác phẩm Meu Contato com os discos voadores (Cuộc tiếp xúc của tôi với đĩa bay). Cuốn sách kể lại câu chuyện về mối liên hệ chân thực của ông với một viên chỉ huy đĩa bay, tại nhà của Dino Kraspedon. Vị khách ngoài hành tinh này đã trả lời những câu hỏi trong cuộc phỏng vấn dài dòng của Kraspedon trong đó anh ta đã giải thích các khái niệm tiên tiến trong vật lý và đưa ra những hiểu biết sâu rộng về cách cải thiện điều kiện xã hội của loài người trên Trái Đất. Sau đó ông công khai thú nhận rằng mình đã không chứng kiến vị khách ngoài hành tinh này rời khỏi hoặc bước vào bất kỳ tàu vũ trụ nào cả. Kraspedon đã tiên đoán đúng là sẽ xảy ra một thời kỳ khủng bố và điều trớ trêu chính ông lại bị giới chức địa phương bắt giữ vì họ nghi ngờ ông là một tên khủng bố vào năm 1968.

## Tác phẩm
- Cuộc tiếp xúc của tôi với UFO của Dino Kraspedon Lưu trữ ngày 18 tháng 8 năm 2012 tại Wayback Machine